# Squash Club Biel-Bienne
Der Squash Club Biel-Bienne (SCBB) ist ein Schweizer Squashclub aus der zweisprachigen Stadt Biel/Bienne im Kanton Bern. Er spielt in der Super Ligue, der höchsten Liga von Squash Romandie.
Der SCBB wurde am 24. Oktober 1984 durch fünf Gründungsmitglieder ins Leben gerufen. Beheimatet ist der SCBB seit 2022 in der Squash Factory in Biel. Frühere Spielorte waren von 1984 bis 1995 im Squashcenter Längmatten Brügg, von 1991 bis 1995 im Squashcenter Kolibri Lyss und von 1996 bis 2021 im Squashcenter Zeughaus Biel.

## Erfolge
- 5. Rang - 17th European Squash Club Championships 2004
- Squash Romandie: Super Ligue Schweizer Meister 2015, 2016, 2017, 2018, 2019, 2020
- Swiss Squash: NLA Schweizer Meister 2004, 2006
- Swiss Squash: NLB Schweizer Meister 1987, 1996, 1998, 2005
- Swiss Squash: 1. Liga Meister 1989, 2004
- 2004 Sportler des Jahres Biel-Bienne (Frauenteam)